# Distretto di Kurşunlu
Il distretto di Kurşunlu (in turco Kurşunlu ilçesi) è uno dei distretti della provincia di Çankırı, in Turchia.